# Bash at the Brewery 1
Pour les articles homonymes, voir Under Siege.
Bash at the Brewery 1 est un évènement de catch professionnel produit par la fédération américaine Impact Wrestling. Il se déroula le 5 juillet 2019 au Freetail Brewing Company à San Antonio, Texas. Il s'agit du premier évènement de la chronologie des Bash at the Brewery. Il fut diffusé exclusivement sur Impact Plus.

## Contexte
Cet événement de catch professionnel présente différents matchs impliquant des catcheurs heel (méchant) et face (gentil), ils combattent sous un script écrit à l'avance

## Tableau des matches
| Ordre par numéros | Match* | Stipulation(s)                                             |
| --- | --- | ---------------------------------------------------------- |
| 1 | The Rascalz (Dez, Trey et Wentz) battent Andy Dalton, Matthew Palmer et Steve O Reno                                | Six-man tag team match                                     |
| 2 | Fallah Bahh (c) bat Anthony Andrews (avec Brandon Oliver)                                                           | Singles match pour le RCW Heavyweight Championship         |
| 3 | Jordynne Grace bat Havok (avec Su Yung) par disqualification                                                        | Singles match                                              |
| 4 | Jordynne Grace et Rosemary battent Havok et Su Yung                                                                 | Tag Team Match                                             |
| 5 | Rich Swann, Tessa Blanchard et Willie Mack battent Ohio Versus Everything (Dave Crist, Jake Crist et Madman Fulton) | Six Tag Team match                                         |
| 6 | Michael Elgin bat Eddie Edwards et Moose                                                                            | Triple Threat Match                                        |
| 7 | The North (Ethan Page et Josh Alexander) battent Latin American Xchange (Ortiz and Santana) (c)                     | Tag Team Match pour les Impact World Tag Team Championship |
| 8 | Rob Van Dam bat Sami Callihan                                                                                       | Singles Match                                              |
| La lettre C placée entre parenthèses désigne la personne ou l’équipe championne en titre. * La carte peut être changée | |                                                            |